# Gustavo Sá
Gustavo Filipe Alves Freitas Azevedo Sá (Póvoa de Varzim, 11 novembre 2004) è un calciatore portoghese, centrocampista del Famalicão.

## Carriera

### Club
Dopo aver giocato nei settori giovanili di Academia Elite Sport, Porto e Famalicão, debutta in prima squadra con quest'ultimo club il 12 agosto 2022, subentrando dalla panchina nei minuti finali della partita in occasione dell'incontro di Primeira Liga perso per 3-0 in casa contro il Braga.

### Nazionale
Ha giocato nelle nazionali giovanili portoghesi Under-18 ed Under-19; con quest'ultima nel 2023 ha perso in finale gli Europei Under-19. Successivamente ha giocato anche nelle nazionali giovanili portoghesi Under-20 ed Under-21 (con quest'ultima nel 2025 ha anche partecipato agli Europei di categoria).

## Statistiche

### Presenze e reti nei club
Statistiche aggiornate al 16 maggio 2025.
| Stagione        | Squadra         | Campionato      | Campionato | Campionato | Coppe nazionali | Coppe nazionali | Coppe nazionali | Coppe continentali | Coppe continentali | Coppe continentali | Altre coppe | Altre coppe | Altre coppe | Totale | Totale |
| Stagione        | Squadra         | Comp            | Pres       | Reti       | Comp            | Pres            | Reti            | Comp               | Pres               | Reti               | Comp        | Pres        | Reti        | Pres   | Reti   |
| --------------- | --------------- | --------------- | ---------- | ---------- | --------------- | --------------- | --------------- | ------------------ | ------------------ | ------------------ | ----------- | ----------- | ----------- | ------ | ------ |
| 2022-2023       | Famalicão       | PL              | 15         | 0          | CP+CdL          | 0+2             | 0               | -                  | -                  | -                  | -           | -           | -           | 17     | 0      |
| 2023-2024       | Famalicão       | PL              | 28         | 3          | CP+CdL          | 2+1             | 1+0             | -                  | -                  | -                  | -           | -           | -           | 31     | 4      |
| 2024-2025       | Famalicão       | PL              | 33         | 4          | CP+CdL          | 1+0             | 0               | -                  | -                  | -                  | -           | -           | -           | 34     | 4      |
| Totale carriera | Totale carriera | Totale carriera | 76         | 7          |                 | 6               | 1               |                    | -                  | -                  |             | -           | -           | 82     | 8      |